# Sulajman Mahmud
Sulajman Mahmud al-Ubajdi, arab. ‏سليمان محمود العبيدي‎ (zm. 6 października 2020) – libijski wojskowy.

## Życiorys
Był generałem-majorem armii libijskiej i dowódcą garnizonu w Tobruku. Jako jeden z pierwszych wyższych oficerów przeszedł na stronę rebeliantów. Po śmierci generała Abdula Fataha Younisa został mianowany tymczasowym naczelnym dowódcą Libijskiej Armii Ludowej, podlegającej NRT.
Zmarł 6 października 2020 wskutek COVID-19.